# Луче (Гросупље)
Луче (словен. Luče) је мало насеље у општини Гросупље у централној Словенији покрајина Долењска. Општина припада регији Средишња Словенија.
Налази се на надморској висини 315 м, површине 5,08 км². Приликом пописа становништва 2002. године насеље је имало 267 становника.

## Културно наслеђе
Локална црква је посвећена Светом Освалду (сло: Свети Ожболт) и припада парохији Жална. То је средњовековна зграда која је у великој мери обновљена и рестилизован у 18. веку.